# Прусов Руслан Халилович
Руслан Халилович Прусов (2 січня 1977, м. Болград, Україна — 12 листопада 2021, поблизу с. Нижньотепле, Україна) — полковник Збройних сил України. Лицар ордена Богдана Хмельницького III ступеня (2022).

## Життєпис
Закінчив Одеський інститут Сухопутних військ, Національний університет оборони України імені Івана Черняховського. У 79-й окремій десантно-штурмовій бригаді служив із 2002 року.
Загинув разом із Вадимом Федосєєвим 12 листопада під час виконання бойового завдання внаслідок підриву автомобіля на ворожому невідомому вибуховому пристрої поблизу с. Нижньотеплого на Луганщині. Залишилися дружина й маленька донька, а також дочка від попереднього шлюбу.